# Sean O'Malley (peleador)
Sean Daniel O'Mally  (Helena, Montana; 24 de octubre de 1994) es un artista marcial mixto estadounidense que actualmente compite en la categoría de peso gallo de Ultimate Fighting Championship (UFC), donde fue Campeón Mundial de Peso Gallo de UFC. Siendo profesional desde 2013, se dio a conocer mundialmente en el reality Dana White’s Contender Series. Actualmente se encuentra en la posición #1 del ranking de peso gallo de UFC.

## Carrera de artes marciales mixtas
O'Malley hizo su debut profesional el 6 de marzo de 2015 contra de Josh Reyes en Intense Fighting Championship 17. Ganó la pelea vía nocaut técnico en el primer minuto de la primera ronda. 
Peleó sus cinco primeras peleas de su carrera en Montana, antes de mudarse a Dakota del Norte y pelear para la compañía Legacy Fighting Alliance.
O'Malley acumuló un récord perfecto de 7 victorias y ninguna derrota antes de presentarse en el reality show de Dana White.
O'Malley hizo su presentación en Dana White’s Tuesday Night Contender Series enfrentando a Alfred Khashakyan. O’Malley ganó el encuentro con un impresionante nocaut en la primera ronda, lo que le ganó un contrato en Ultimate Fighting Championship.

### Ultimate Fighting Championship

#### 2017
O'Malley hizo su debut en la promoción contra Terrion Ware el 1 de diciembre de 2017, en The Ultimate Fighter 26 Finale.  O'Malley ganó la pelea por decisión unánime.

#### 2018
O'Malley enfrentó a Andre Soukhamthath el 3 de marzo de 2018, en UFC 222. Ganó la pelea por decisión unánime, a pesar de tener una lesión de pie en el tercer asalto. Esta pelea lo hizo merecedor de su primer premio de Pelea de la Noche.
O'Malley estaba programado para enfrentar a José Alberto Quiñónez el 6 de octubre de 2018, en UFC 229. Sin embargo, O'Malley anunció que se retiraba de la pelea el 30 de septiembre por una posible violación de la política de antidopaje. El 25 de octubre, O'Malley se sometió una cirugía mientras esperaba el juicio sobre su posible violación. O'Malley terminó siendo suspendido por seis meses por la NSAC luego de dar positivo por ostarina. Volvió a ser elegible para competir en marzo de 2019.

#### 2019
O'Malley estaba programado para enfrentar a Marlon Vera el 6 de julio de 2019, en UFC 239.   Sin embargo, O'Malley anunció que se retiraba de la pelea el 21 de junio de 2019, debido a fallar una prueba por ostarine. La comisión atlética del estado de Nevada decidió suspenderlo por fallar la prueba y además fue suspendido por seis meses por USADA. La ostarine en su sistema era un residuo de su prueba fallida antes de UFC 229.

#### 2020
O'Malley enfrentó a José Alberto Quiñónez el 7 de marzo de 2020, en UFC 248. Ganó la pelea por TKO en el primer asalto. Esta victoria lo hizo merecedor de su primer premio de Actuación de la Noche.
O'Malley enfrentó al ex-Campeón de Peso Gallo de WEC Eddie Wineland el 6 de junio de 2020, en UFC 250. Ganó la pelea por KO en el primer asalto.  Esta victoria lo hizo merecedor de su segundo premio de Actuación de la Noche.
O'Malley enfrentó a Marlon Vera el 15 de agosto de 2020, en la coestelar de UFC 252. Perdió la pelea por TKO en el primer asalto.

#### 2021
O'Malley enfrentó a Thomas Almeida el 27 de marzo de 2021, en UFC 260. Durante el primer asalto O'Malley tiró a Almeida con un puñetazo, y caminó hacia atrás pensando que Almeida había sido noqueado. A pesar de esto, ganó la pelea por TKO en el tercer asalto. Esta victoria lo hizo merecedor de su tercer premio de Actuación de la Noche.
O'Malley estaba programado para enfrentar a Louis Smolka el 10 de julio de 2021, en UFC 264. Sin embargo, Smolka se retiró de la pelea a mediados de junio citando una lesión, y fue reemplazado por el debutante Kris Moutinho. Ganó la pelea por TKO en el tercer asalto. Esta pelea lo hizo merecedor del premio de Pelea de la Noche.
O'Malley enfrentó a Raulian Paiva el 11 de diciembre de 2021, en UFC 269. Ganó la pelea por TKO en el primer asalto. Esta victoria lo hizo merecedor de su cuarto premio de Actuación de la Noche.

#### 2022
O'Malley enfrentó a Pedro Munhoz el 2 de julio de 2022, en UFC 276. A principios del segundo asalto, O'Malley accidentalmente picó el ojo de Munhoz, dejandólo incapaz de continuar. La pelea fue declarada como sin resultado.
O'Malley enfrentó a Petr Yan el 22 de octubre de 2022, en UFC 280. Ganó la pelea por una muy controversial decisión dividida. El resultado fue altamente discutido, con muchos aficionados y peleadores expresando que Yan había sido el ganador de la pelea, 25 de 26 medios especializados le dieron la pelea a Yan. Esta pelea lo hizo merecedor de su tercer premio de Pelea de la Noche.

#### 2023: Campeonato Mundial de Peso Gallo de UFC
O'Malley enfrentó a Aljamain Sterling por el Campeonato Mundial de Peso Gallo de UFC el 19 de agosto de 2023, en UFC 292. Ganó la pelea y el título por TKO en el segundo asalto. Esta victoria lo hizo merecedor de su quinto premio de Actuación de la Noche.

#### 2024
O'Malley hizo la primera defensa de su título de peso gallo contra Marlon Vera en una revancha el 9 de marzo de 2024, en UFC 299. Ganó la pelea por decisión unánime. Esta victoria lo hizo merecedor de su sexto premio de Actuación de la Noche.
O'Malley hizo su segunda defensa de su títuilo contra Merab Dvalishvili el 14 de septiembre de 2024 en UFC 306, también llamada Noche UFC 2. Perdió la pelea y el título por decisión unánime.

#### 2025
O'Malley se enfrentó a Merab Dvalishvili el 7 de junio de 2025 en UFC 316 por el Campeonato de Peso Gallo de la UFC. Perdió en el tercer asalto por sumisión.

## Grappling de sumisión

### Quintet: Ultra
O'Malley compitió en el Quintet: Ultra el 12 de diciembre de 2019, como miembro del equipo UFC. Sometió a Takanori Gomi con una guillotine choke en la ronda de apertura pero luego fue sometido por Héctor Lombard con un ankle-lock. El equipo avanzó a la siguiente ronda y enfrentó al equipo Strikeforce. En esa ronda, empató con el ex-Campeón de Strikeforce Gilbert Melendez, siendo ambos eliminado de la ronda. El equipo UFC terminó ganando el torneo.

### Grappling Industries
O'Malley participó en la división de 155 libras de no-gi avanzado de Grappling Industries Phoenix el 20 de septiembre de 2020, terminando tercero en la división de siete participantes, sólo perdiendo con el eventual ganador, Robert Degle.

### Submission Underground
Chael Sonnen planteó un desafío abierto dirigido a O'Malley para competir en su promoción de grappling el 20 de diciembre de 2020. El desafío fue respondido por James Gallagher, que desafió a O'Malley a un combate de grappling en el evento de SUG. O'Malley rechazó el combate y Gallagher quedó sin oponente.

## Vida personal
La abuela de O'Malley es irlandesa.
Junto con su amigo y head coach, Tim Welch, O'Malley es co-host de su propio podcast, The Timbo Sugarshow. Anteriormente siguió una dieta vegana pero volvió a incorporar carnes a sus comidas.
O'Malley es un partidario de la legalización del cannabis.
O'Malley actualmente está en una relación abierta con su esposa. A finales de 2020, O'Malley y su esposa Danya tuvieron una hija llamada Elena.

## Campeonatos y logros
- Ultimate Fighting Championship
  - Campeonato Mundial de Peso Gallo de UFC (Una vez)
    - Una defensa titular exitosa
    - Mayor cantidad de golpes significativos conectados en una pelea de titular de peso gallo de UFC (230) vs Marlon Vera 2[67]
    - Cuarto con mayor diferencia de golpeo en una pelea titular de UFC (141) vs Marlon Vera 2[68]

  - Pelea de la Noche (Tres veces) vs. Andre Soukhamthath, Kris Moutinho y Petr Yan[11][69][70]
  - Actuación de la Noche (Seis veces) vs. José Alberto Quiñónez, Eddie Wineland, Thomas Almeida, Raulian Paiva, Aljamain Sterling y Marlon Vera[71][72][73][74][48][51]
    - Mayor cantidad de bonos post-pelea en la historia de la división de peso gallo de UFC (9)[75]
    - Honores de UFC Actuación del Año 2023 vs. Aljamain Sterling[76]

  - Empatado con (con Marlon Vera y Rob Font) por la mayor cantidad de nocauts en la historia de la división de peso gallo de UFC (6)[75]
  - Mayor porcentaje de precisión de golpes en la historia de la división de peso gallo de UFC (62%)[75]
  - Mayor cantidades de golpes conectados por minuto en la historia de la división de peso gallo de UFC (7.67)[75]
  - Mayor diferencia de golpes significativos en la historia de la división de peso gallo de UFC (4.24)[75]
  - Séptimo por la mayor cantidad de golpes significativos conectados en la historia de la división de peso gallo de UFC (964)
  - Tercero por la diferencia de golpes más alta en la historia de UFC (160) vs Kris Moutinho
    - Diferencia de golpeo más alta en una pelea de peso gallo de UFC (160) vs Kris Moutinho[77]
    - Segunda diferencia de golpes más alta en una pelea de peso gallo de UFC (141) vs Marlon Vera 2[77]
- Intense Championship Fighting
  - Campeonato de Peso Gallo de ICF (Una vez)

## Récord en artes marciales mixtas
| Récord profesional | Récord profesional | Récord profesional |
| 22 peleas          | 18 victorias       | 3 derrotas         |
| ------------------ | ------------------ | ------------------ |
| Nocaut             | 12                 | 1                  |
| Sumisión           | 1                  | 1                  |
| Decisión           | 5                  | 1                  |
| Sin resultado      | 1                  | 1                  |

| Resultado     | Récord   | Oponente              | Método                                       | Evento                                           | Fecha                    | Ronda | Tiempo | Localización               | Notas                                                               |
| ------------- | -------- | --------------------- | -------------------------------------------- | ------------------------------------------------ | ------------------------ | ----- | ------ | -------------------------- | ------------------------------------------------------------------- |
| Derrota       | 18-3 (1) | Merab Dvalishvili     | Sumisión (north-south choke)                 | UFC 316                                          | 7 de junio de 2025       | 3     | 4:42   | Nueva Jersey               | Por el Campeonato de Peso Gallo de UFC.                             |
| Derrota       | 18–2 (1) | Merab Dvalishvili     | Decisión (unánime)                           | UFC 306                                          | 14 de septiembre de 2024 | 5     | 5:00   | Las Vegas, Nevada          | Perdió el Campeonato de Peso Gallo de UFC.                          |
| Victoria      | 18–1 (1) | Marlon Vera           | Decisión (unánime)                           | UFC 299                                          | 9 de marzo de 2024       | 5     | 5:00   | Miami, Florida             | Defendió el Campeonato de Peso Gallo de UFC. Actuación de la Noche. |
| Victoria      | 17–1 (1) | Aljamain Sterling     | TKO (golpes)                                 | UFC 292                                          | 19 de agosto de 2023     | 2     | 0:51   | Boston, Massachusetts      | Ganó el Campeonato de Peso Gallo de UFC. Actuación de la Noche.     |
| Victoria      | 16–1 (1) | Petr Yan              | Decisión (dividida)                          | UFC 280                                          | 22 de octubre de 2022    | 3     | 5:00   | Abu Dabi                   | Pelea de la Noche.                                                  |
| Sin resultado | 15–1 (1) | Pedro Munhoz          | Sin resultado (piquete en el ojo accidental) | UFC 276                                          | 2 de julio de 2022       | 2     | 3:09   | Las Vegas, Nevada          | Un piquete en el ojo accidental dejó a Munhoz incapaz de seguir.    |
| Victoria      | 15–1     | Raulian Paiva         | TKO (golpes)                                 | UFC 269                                          | 11 de diciembre de 2021  | 1     | 4:42   | Las Vegas, Nevada          | Actuación de la Noche.                                              |
| Victoria      | 14–1     | Kris Moutinho         | TKO (golpes)                                 | UFC 264                                          | 10 de julio de 2021      | 3     | 4:33   | Paradise, Nevada           | Pelea de la Noche.                                                  |
| Victoria      | 13–1     | Thomas Almeida        | KO (puñetazo)                                | UFC 260                                          | 27 de marzo de 2021      | 3     | 3:52   | Las Vegas, Nevada          | Actuación de la Noche.                                              |
| Derrota       | 12–1     | Marlon Vera           | TKO (codazos y golpes)                       | UFC 252                                          | 15 de agosto de 2020     | 1     | 4:40   | Las Vegas, Nevada          |                                                                     |
| Victoria      | 12–0     | Eddie Wineland        | KO (puñetazo)                                | UFC 250                                          | 6 de junio de 2020       | 1     | 1:54   | Las Vegas, Nevada          | Actuación de la Noche.                                              |
| Victoria      | 11–0     | José Alberto Quiñónez | TKO (patada a la cabeza y golpes)            | UFC 248                                          | 7 de marzo de 2020       | 1     | 2:02   | Las Vegas, Nevada          | Actuación de la Noche.                                              |
| Victoria      | 10–0     | Andre Soukhamthath    | Decisión (unánime)                           | UFC 222                                          | 3 de marzo de 2018       | 3     | 5:00   | Las Vegas, Nevada          | Pelea de la Noche.                                                  |
| Victoria      | 9–0      | Terrion Ware          | Decisión (unánime)                           | The Ultimate Fighter: A New World Champion Final | 1 de diciembre de 2017   | 3     | 5:00   | Las Vegas, Nevada          |                                                                     |
| Victoria      | 8–0      | Alfred Khashakyan     | KO (puñetazo)                                | Dana White’s Tuesday Night Contender Series      | 18 de julio de 2017      | 1     | 4:14   | Las Vegas, Nevada          |                                                                     |
| Victoria      | 7–0      | David Nuzzo           | KO (patada giratoria)                        | LFA 11                                           | 5 de mayo de 2017        | 1     | 2:15   | Phoenix, Arizona           |                                                                     |
| Victoria      | 6–0      | Irvin Veloz           | KO (puñetazo)                                | EB: Beatdown 20                                  | 18 de marzo de 2017      | 1     | 2:34   | New Town, Dakota del Norte |                                                                     |
| Victoria      | 5–0      | Tycen Lynn            | KO (patada a la cabeza)                      | Intense Fighting Championship 26                 | 2 de octubre de 2016     | 2     | 2:57   | Great Falls, Montana       | Regreso a peso gallo.                                               |
| Victoria      | 4–0      | Mark Coates           | Decisión (unánime)                           | Intense Fighting Championship 23                 | 7 de noviembre de 2015   | 3     | 5:00   | Helena, Montana            | Debut en peso mosca.                                                |
| Victoria      | 3–0      | Omar Avelar           | Sumisión (rear-naked choke)                  | Intense Fighting Championship 20                 | 21 de agosto de 2015     | 1     | 2:55   | Great Falls, Montana       |                                                                     |
| Victoria      | 2–0      | Shane Sargent         | KO (puñetazo)                                | Intense Fighting Championship 19                 | 3 de julio de 2015       | 1     | 2:03   | Choteau, Montana           |                                                                     |
| Victoria      | 1–0      | Josh Reyes            | TKO (golpes)                                 | Intense Fighting Championship 17                 | 6 de marzo de 2015       | 1     | 1:33   | Great Falls, Montana       | Debut en peso gallo.                                                |

## Récord en boxeo profesional
| 1 pelea | 1 victoria | 0 derrotas |
| ------- | ---------- | ---------- |
| Nocaut  | 1          | 0          |

| No. | Resultado | Récord | Oponente       | Método | Ronda | Tiempo | Fecha               | Localización                                        | Notas |
| --- | --------- | ------ | -------------- | ------ | ----- | ------ | ------------------- | --------------------------------------------------- | ----- |
| 1   | Victoria  | 1–0    | David Courtney | TKO    | 1 (4) | 2:59   | 16 de julio de 2016 | Celebrity Theater, Phoenix, Arizona, Estados Unidos |       |

## Peleas en Pay-per-view
| N.º | Evento  | Pelea                    | Fecha                    | Recinto       | Ciudad                                | Compras de PP |
| --- | ------- | ------------------------ | ------------------------ | ------------- | ------------------------------------- | ------------- |
| 1.  | UFC 292 | Sterling vs. O'Malley    | 19 de agosto de 2023     | TD Garden     | Boston, Massachusetts, Estados Unidos | No Revelado   |
| 2.  | UFC 299 | O'Malley vs. Vera 2      | 9 de marzo de 2024       | Kaseya Center | Miami, Florida, Estados Unidos        | No Revelado   |
| 2.  | UFC 306 | O'Malley vs. Dvalishvili | 14 de septiembre de 2024 | Sphere        | Paradise, Nevada, Estados Unidos      | No Revelado   |